# Condaghe

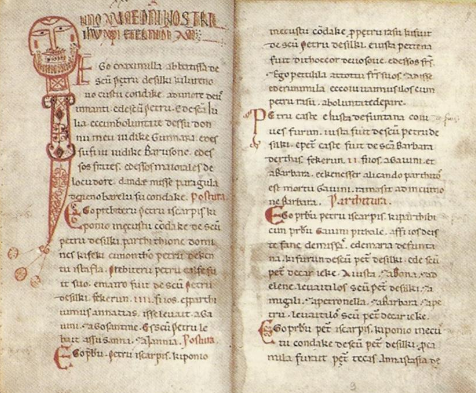
Condhage de Silki

Le Condaghe (également condake, condaxi, fundaghe, etc.) un terme dans la langue sarde, qui vient de grec médiéval: κοntàkion,
était un document administratif utilisé dans la Sardaigne byzantin et à l'époque des Judicats, environ entre les XIe et XIIIe siècles.
En outre, les condaghes représentent quelques-unes des premières preuves documentaires de la langue sarde.
La plupart des condaghes, compilés dans les «scriptorium» des diocèses et des monastères de l'île, ont été perdus, à l'exception de quelques-uns, dont ceux de San Pietro di Silki, de San Nicola di Trullas, de San Michele di Salvenor et de Santa Maria di Bonarcado (Bonarcado).

## Liste des condaghes disponibles
- Condaghe di San Pietro di Silki, (Sassari) 1065-1180
- Condaghe di Barisone II, (Sassari) 1190, copie incomplète conservée à la Biblioteca e Archivio capitolare della Primaziale de Pise
- Condaghe di San Nicola di Trullas, (Semestene) 1121 - 1139
- Condaghe di San Michele di Salvenor (Ploaghe)
- Condaghe di Santa Maria di Bonarcado (Bonarcado) 1120 - 1146
- Condaghe di San Gavino, (Porto Torres) fin du Xe siècle -début XIe siècle
- Condaghe di Saccargia, (Codrongianos) apographe datant du XVIIe siècle
- Condaghe di Santa Maria di Tergu, (Tergu) authenticité douteuse
- Condaghe di Santa Maria di Luogosanto, (Luogosanto) authenticité douteuse